# Realme GT
realme GT — лінія смартфонів компанії realme, що входять у флагмансько-субфлагманську серію GT. Модельний ряд складається з realme GT, GT Neo та GT Neo Flash Edition. realme GT був представлений 4 березня, GT Neo — 31 березня, а GT Neo Flash Edition — 25 травня 2021 року. В Індії realme GT Neo продається під назвою realme X7 Max. Також 19 жовтня 2021 року разом з realme Q3s був представлений realme GT Neo2T, що позиціонується як спрощена версія realme GT Neo2 і є дуже подібною моделлю до realme GT Neo Flash Edition окрім кольорів та підтримки зворотної зарядки.
В Україні офіційно продається тільки realme GT, старт продажів якого був оголошений 8 серпня 2021 року разом з realme 8 та realme 8 Pro.

## Дизайн
Екран виконаний зі скла Dragontrail. Задня частина виконана з гляцевого пластику або еко-шкіри з чорною глянцевою пластиковою лінією в realme GT та GT Neo Flash Edition у жовтому кольорі. Бокова частина виконана з пластику.
Знизу розміщені роз'єм USB-C, динамік, мікрофон та 3.5 мм аудіороз'єм. Зверху розташований додатковий мікрофон. З лівого боку розміщені кнопки регулювання гучності та  слот під 2 SIM-картки. З правого боку розміщена кнопка блокування смартфона.
realme GT продається в 3 кольорах: чорному, синьому та жовтому. В Україні смартфон доступний тільки в жовтому кольорі.
В Китаї realme GT Neo продається в 3 кольорах: чорному, сріблястому та помаранчево-фіолетовому.
В Китаї realme GT Neo Flash Edition продається в 4 кольорах: жовтому, чорному, сріблястому та помаранчево-фіолетовому.
В Індії realme X7 Max продається в 3 кольорах: Asteroid Black (чорний), Mercury Silver (сріблястий) та Milky Way (помаранчево-фіолетовий).
В Китаї realme GT Neo2T продається в чорному та білому кольорах.

## Технічні характеристики

### Платформа
realme GT отримав процесор Qualcomm Snapdragon 888 та графічний процесор Adreno 660.
Всі інші отримали процесор MediaTek Dimensity 1200 та графічний процесор Mali-G77 MC9.

### Батарея
Батарея отримала об'єм 4500 мА·год. realme GT, GT Neo Flash Edition та GT Neo2T мають підтримку підтримку 65-ватної швидкої зарядки, а GT Neo і X7 Max — 33-ватної. Також GT Neo2T має підтримку зворотної дротової зарядки на 2.5 Вт.

### Камера
Смартфони отримали основну потрійну камеру 64 Мп, f/1.8 (ширококутний) + 8 Мп, f/2.3 (ультраширококутний) + 2 Мп, f/2.4 (макро) з фазовим автофокусом та здатністю запису відео в роздільній здатності 4K@60fps. Фронтальна камера отримала з роздільність 16 Мп (ширококутний), світлосилу f/2.5 та здатність запису відео в роздільній здатності 1080p@30fps.

### Екран
Екран Super AMOLED, 6.43", FullHD+ (2400 × 1080) зі щільністю пікселів 409 ppi, співвідношенням сторін 20:9, частотою оновлення дисплея 120 Гц та вирізом під фронтальну камеру, що розміщений у верхньому лівому кутку. Також під дисплей вбудовано оптичний сканер відбитків пальців.

### Звук
Смартфони отримали стереодинаміки. Роль другого динаміка виконує розмовний.

### Пам'ять
realme GT та realme X7 Max продаються в комплектаціях 8/128 та 12/256 ГБ. В Україні realme GT доступний тільки в комплектації 8/128 ГБ.
realme GT Neo продається в комплектаціях 6/128, 8/128 та 12/256 ГБ.
realme GT Neo Flash Edition продається в комплектаціях 8/256 та 12/256 ГБ.
realme GT Neo2T продається в комплектаціях 8/128, 8/256 та 12/256 ГБ.

### Програмне забезпечення
Смартфони були випущені на realme UI 2 на базі Android 11. Були оновлені до realme UI 4 на базі Android 13.